# Csúszós lejtő

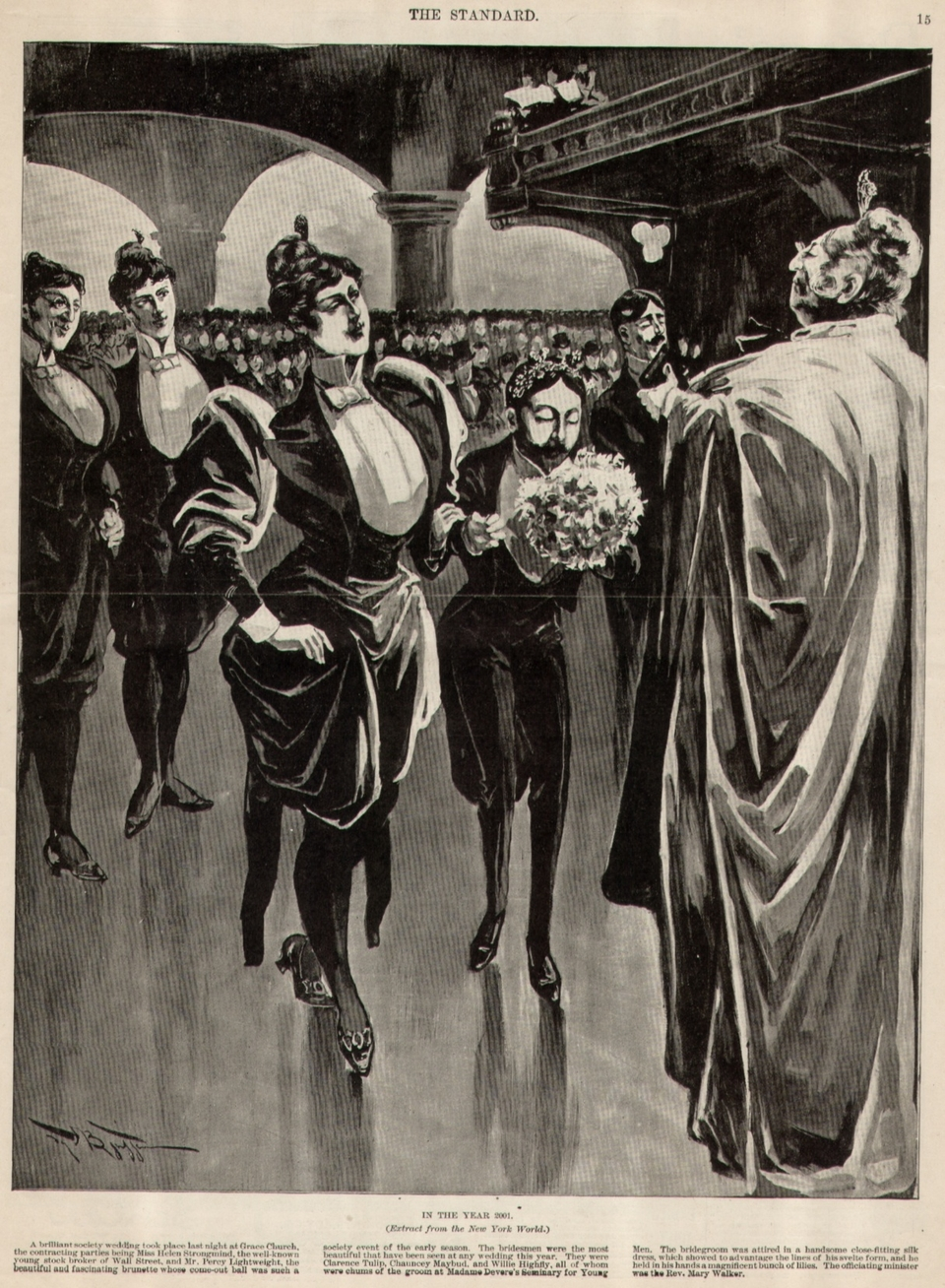
Ez az 1895-ös karikatúra a csúszós lejtő módszerével ábrázolja, hogy milyen lesz 2001-ben egy esküvő, ha a nők szavazati jogot kapnak. A képaláírás szerint a házasodó felek Erélyes Helen, a közismert Wall Street-i bróker, és Könnyűsúlyú Percy, egy gyönyörű barna hajú férfi

A csúszós lejtő vagy csúszka-érv olyan informális érvelési hiba, amely egy lépésnek megállíthatatlan, egyre növekvő következményeket tulajdonít. A metafora lényege, hogy ha elindulunk egy lejtőn, azon megcsúszunk és elkerülhetetlenül lezuhanunk. A csúszós lejtőt használó fél nem veszi figyelembe (vagy tudatosan elhallgatja), hogy a sorozatlánc megszakítható, a hibák kijavíthatók, az események akár vissza is fordíthatóak. A racionálisan vitázónak ebben az esetben az a feladata, hogy rávilágítson arra, hogy a vitapartner feketén-fehéren látja a dolgokat, és még ha A meg is történne, ismerni fogjuk annak a megoldását, hogy B-t elkerüljük. Így, ha a vitapartner azzal érvelt, hogy ha elérünk a D-ig, akkor az a társadalom felbomlásához vezet, a közönséget meg lehet nyugtatni, hogy az egy távoli eshetőség, ami nem fog megtörténni.
Gyakran használják politikai vitában, például ellenérvként valamilyen tevékenység legalizálásával szemben.

## Példák
- Aki húst eszik, nem tiszteli az állatokat. Aki nem tiszteli az állatokat, nem tisztel semmilyen élőlényt. Aki nem tisztel semmilyen élőlényt, előbb-utóbb gyilkolni kezdi az embertársait. Végül teljesen kiirtjuk egymást. Ezért nem szabadna senkinek húst ennie.[1]
- Egy szög miatt a patkó elveszett. A patkó miatt a ló elveszett. A ló miatt a lovas elveszett. A lovas miatt a csata elveszett. A csata miatt az ország elveszett. Máskor verd be jól a patkószeget![2]